# Sidi Youssef Ben Ahmed
Sidi YoussefBen Ahmed  (in arabo سيدي يوسف بن أحمد‎?) è un centro abitato e comune rurale del Marocco situato nella provincia di Sefrou, regione di Fès-Meknès. Conta una popolazione di 12 362 abitanti (censimento 2014).